# Sasaima
Sasaima è un comune della Colombia facente parte del dipartimento di Cundinamarca.
Il centro abitato venne fondato da Alonso Vasquez de Cisneros nel 1605.